# Sopwith Camel
Sopwith Camel a fost un avion de vânătoare biplan britanic din Primul Război Mondial. El a fost introdus pe frontul de vest în 1917. Acesta a fost dezvoltat de compania de aviație ca succesor al Sopwith Pup, devenind unul dintre cele mai cunoscute avioane de luptă ale Primului Război Mondial.

## Caracteristici
- Viteza maximă: 182 km/h
- Lungimea aripilor: 8,53 m
- Tip de motor: Clerget 9B
- Proiectant: Herbert Smith